# Strengit
Strengit – minerał z gromady fosforanów, nazwa pochodzi od nazwiska niemieckiego mineraloga J. A. Strenga, należy do grupy minerałów rzadkich.

## Właściwości
Bardzo rzadko tworzy kryształy, najczęściej o pokroju pseudoośmiościennych kryształów tabliczkowych, słupkowych. Występuje w skupieniach ziemistych, zbitych, ziarnistych, kulistych, promienisto- włóknistych, skorupowych. Tworzy nacieki i naloty. Jest kruchy, przezroczysty, tworzy kryształy mieszane z waryscytem. Jego odmianą polimorficzną jest fosfosyderyt. Rozpuszcza się w kwasach (po sproszkowaniu), nie jest topliwy.

## Występowanie
Jest produktem wtórnym procesów hipergenicznych i hydrotermalnych niskich temperatur. Bywa spotykany w szczelinach i pustkach skał osadowych, zwłaszcza gdy zawierają żelazo. Występuje w niektórych pegmatytach i złożach rud żelaza jako minerał wtórny. Najczęściej współwystępuje z takimi minerałami jak: magnetyt, wiwianit, kwarc, hematyt, limonit, z fosforanami np. wavelitem. 
Miejsca występowania: Niemcy – Turyngia, Nadrenia, USA – Kalifornia, Dakota Południowa, Wirginia, Szwecja – Kiruna, Portugalia, Czechy.

## Zastosowanie
- poszukiwany kamień kolekcjonerski